# Ваут Пулс
Ваут Пулс (хол. Wouter Poels; 1. октобар 1987.) холандски је професионални бициклиста који тренутно вози за UCI ворлд тур тим ХДС Астана. Највећи успех остварио је 2016. године када је освојио Лијеж—Бастоњ—Лијеж.

## Каријера

### 2006—2008
Професионалну каријеру почео је 2006. године, у тиму Фондас (Вакансолеј касније). Прву трку освојио је 2008. године, Вуелта Леон, а исте године завршио је трећи на Вуелта Лејда трци.

### 2009—2013
Године 2009., тим Фондас је променио име у Вакансолеј, Полсови најбољи резултати у Вакансолеју били су освојена етапа на Туру Британије 2010. године, друго место на Туру Аин 2010. и 2011. године, треће место на Туру Медитерана 2011. године, уз осkвојену класификацију за младе возаче, треће место на Вуелти Мурсије и четврто на Туру Пољске. 2011. је возио први пут Тур де Франс, али га је напустио током девете етапе. Након Тура, возио је Вуелта а Еспању и завршио је на 17 месту.
2012. освојио је друго место на Туру Луксембурга, уз освојену етапу и класификацију младих возача, треће место на Вуелта Мурсији и осмо место на Тирено—Адриатику, уз освојену класификацију за младе возаче. Тур де Франс је напустио током шесте етапе.
Године 2013. није бележио посебно добре резултате, завршио је осми на Туру Аин, уз једну освојену етапу, девети на Туру Баскијске земље и десети на Тирено—Адриатику. Први пут је успио да заврши Тур де Франс, на 28 месту. Класик Сан Себастијан завршио је на 14 месту, а Вуелта а Еспању је напустио током етапе 14.

### 2014
На крају 2013. године, Вакансолеј се распао, а Вот Полс је прешао у Омега Фарма Квик Степ тим, где се задржао једну сезону и није биљежио најбоље резултате. Са Омега Фармом освојио је екипни хронометар на Тирено—Адриатику и завршио је десети на Туру Баскијске земље. Возио је први пут Ђиро д’Италију и завршио је на 21 месту. Вуелта а Еспању је завршио на 38 месту, а у финишу сезоне, освојио је трку Гран при Пол Борманс, у Белгији.

### 2015 —
На крају 2014. године, тим Скај је објавио да су потписали уговор са Полсом, који је за нови тим почео да вози у јануару 2015. Са Скајом, освојио је треће место на Туру Абу Дабија, пето место на Милан—Торину, друго место на Туру Британије, уз освојену етапу. Етапу је освојио и на Тирено—Адриатику, где је завршио седми у генералном пласману, а на трци Гран при Западне Француске завршио је на осмом месту. На Тур де Франсу играо је веома битну улога за Криса Фрума, који је освојио Тур, Вот Полс је завршио на 44 месту, али му лични резултат није био у првом плану.
2016. година је била најуспешнија за Вота Полса у дотадашњој каријери. Завршио је седми на вуелта Андалузији, затим је освојио Вуелту Валенсијанске покрајине, уз освојене две етапе и брдску и класификацију по поенима. Етапу је освојио и на Вуелта Каталонији. На Арденске класике, дошао је у сјајној форми, освојио је четврто место на Флеш Валону, а четири дана касније, остварио је највећу победу у каријери, освојио је Лијеж—Бастоњ—Лијеж. То је била прва победа на монументалним класицима и за Полса и за тим Скај.
На Тур де Франсу, Полс је био помоћник Крису Фруму, који је освојио Тур, Полс је завршио на 28 месту. Полс је био изузетно битан возач за фрума, кад год су други возачи нападали, Полс их је хватао, тако Фрум није трошио снагу. Након Тура, био је део холандског тима на Олимпијским играма у Рио де Женеиру, али није завршио друмску трку. Након Олимпијских игара, освојио је трку Херлен, у Холандији.